# 天使行動3魔女末日
《天使行動3魔女末日》，1989年香港電影，由唐季禮、胡珊執導，胡珊編劇，本片在1989年上映，同時為天使行動系列的第三部，同時是最後一部。

## 演員
| 演員          | 角色          | 備注         | 粵語配音 |
| 方中信        | Alex Fong     | 天使成員之一 | 朱子聰   |
| 李賽鳳        | Moon          | 天使成員之一 |          |
| Bill Rockloff | Dick Harrison |              | 金貴     |
| 麥士邦        | Mark          |              | 盧雄     |

## 外部連結
- 豆瓣电影上《天使行動3魔女末日》的資料 （简体中文）
- 时光网上《天使行動3魔女末日》的資料（简体中文）
- 爛番茄上《天使行動3魔女末日》的資料（英文）
- 香港影庫上《天使行動3魔女末日》的資料（繁體中文）
- 互联网电影数据库（IMDb）上《天使行動3魔女末日》的资料（英文）